# Constitution thaïlandaise de 2014
Pour les articles homonymes, voir Constitution de la Thaïlande.
Constitution thaïlandaise de 2007 Constitution thaïlandaise de 2016
La constitution thaïlandaise de 2014 est la loi fondamentale de la Thaïlande. Elle été adoptée le 22 juillet 2014.